# Johannes Mittelstaedt
Johannes Mittelstaedt (* 3. Januar 1869 in Altona; † 25. Januar 1931 in Leipzig) war ein deutscher Jurist.

## Leben
Johannes Mittelstaedt war der Sohn des Reichsgerichtsrats Otto Mittelstaedt. Nachdem er in Hamburg und Leipzig die Schule besucht, an den Universitäten Berlin, Lausanne und Leipzig Jura studiert hatte und dort 1891 zum Dr. jur. promoviert worden war, trat er in den sächsischen Justizdienst ein. Er war als junger Landrichter beim Zusammenbruch der Leipziger Bank tätig. 1902 trat er zur Anwaltschaft über und übte als Rechtsanwalt beim Landgericht Leipzig gemeinsam mit Rechtsanwalt Curt Hillig eine  Praxis aus. 1910 wurde er zum Rechtsanwalt am Reichsgericht zugelassen. Hier war er an Prozessen insbesondere auf den Gebieten des Gewerblichen Rechtsschutzes und des Urheberrechts beteiligt. So erreichte er 1926 für die Schriftsteller Hugo von Hofmannsthal und Gerhart Hauptmann die erstmalige Anerkennung des urheberrechtlichen Senderechts für Autoren literarischer Werke durch das Reichsgericht.
Nach dem Ende des Ersten Weltkriegs entsandte ihn die deutsche Reichsregierung als Schiedsrichter in das gemischte deutsch-französische Schiedsgericht in Paris, wobei ihm der Titel eines Geheimen Justizrats verliehen wurde. 1928 vertrat er als Delegierter des Deutschen Reichs die deutschen Interessen auf der Rom-Konferenz zur Revision der Berner Übereinkunft zum Schutz von Werken der Literatur und Kunst.

## Familie
Johannes Mittelstaedt war verheiratet mit Sophie von Bomhard (1873–1946), Tochter des Senatspräsidenten am Reichsgericht Ernst von Bomhard.
Sein Sohn Otto Mittelstaedt (1902–1981) war in den zwanziger Jahren an der Universität Leipzig Mitarbeiter und Doktorand des Physikers August Karolus bei dessen Forschungen zur Entwicklung des Fernsehens. Otto Mittelstaedt war mit Annemarie Meyer (1909–1994) verheiratet, Enkelin des Verlegers Herrmann Julius Meyer (1826–1909) und Urenkelin von  Joseph Meyer (1796–1856), Gründer des Bibliographischen Instituts in Gotha (später Hildburghausen, Leipzig, Mannheim).
1933 wurde Otto Mittelstaedt Mitglied und später Vorsitzender des Vorstands des Verlags Bibliographisches Institut.
Der Physiker Peter Mittelstaedt (1929–2014) war Otto und Annemarie Mittelstaedts Sohn.

## Veröffentlichungen (Auswahl)
- Die juristische Natur der Kapitalversicherung auf den Todesfall, Juristische Dissertation, Leipzig 1891.
- Das Verlagsrecht. Kommentar. Leipzig 1901 (gemeinsam mit Dr. Curt Hillig).
- Das Recht des Erfinders. In: Festschrift für die Universität Leipzig, Leipzig 1909, S. 225.
- Schutz der Vortragskunst, Gewerblicher Rechtsschutz und Urheberrecht, 1909, S. 34.
- Droit moral im deutschen Urheberrecht, Gewerblicher Rechtsschutz und Urheberrecht, 1913, S. 84.
- Die Römische Konferenz zur Revision der Berner Übereinkunft, Juristische Wochenschrift 1928, S. 2057.
- Das „droit moral“ nach den Beschlüssen der römischen Urheberrechtskonferenz von 1928, Gewerblicher Rechtsschutz und Urheberrecht 1930, S. 43.